# Йозеф Ракоци
Йозеф Ракоци (17 августа 1700 года — 10 ноября 1738 года) — неудачный турецкий ставленник на трон княжества Трансильванского. Сын трансильванского правителя Ференца II и его жены Шарлотты Амалии Гессен-Ванфридской. 

## Биография

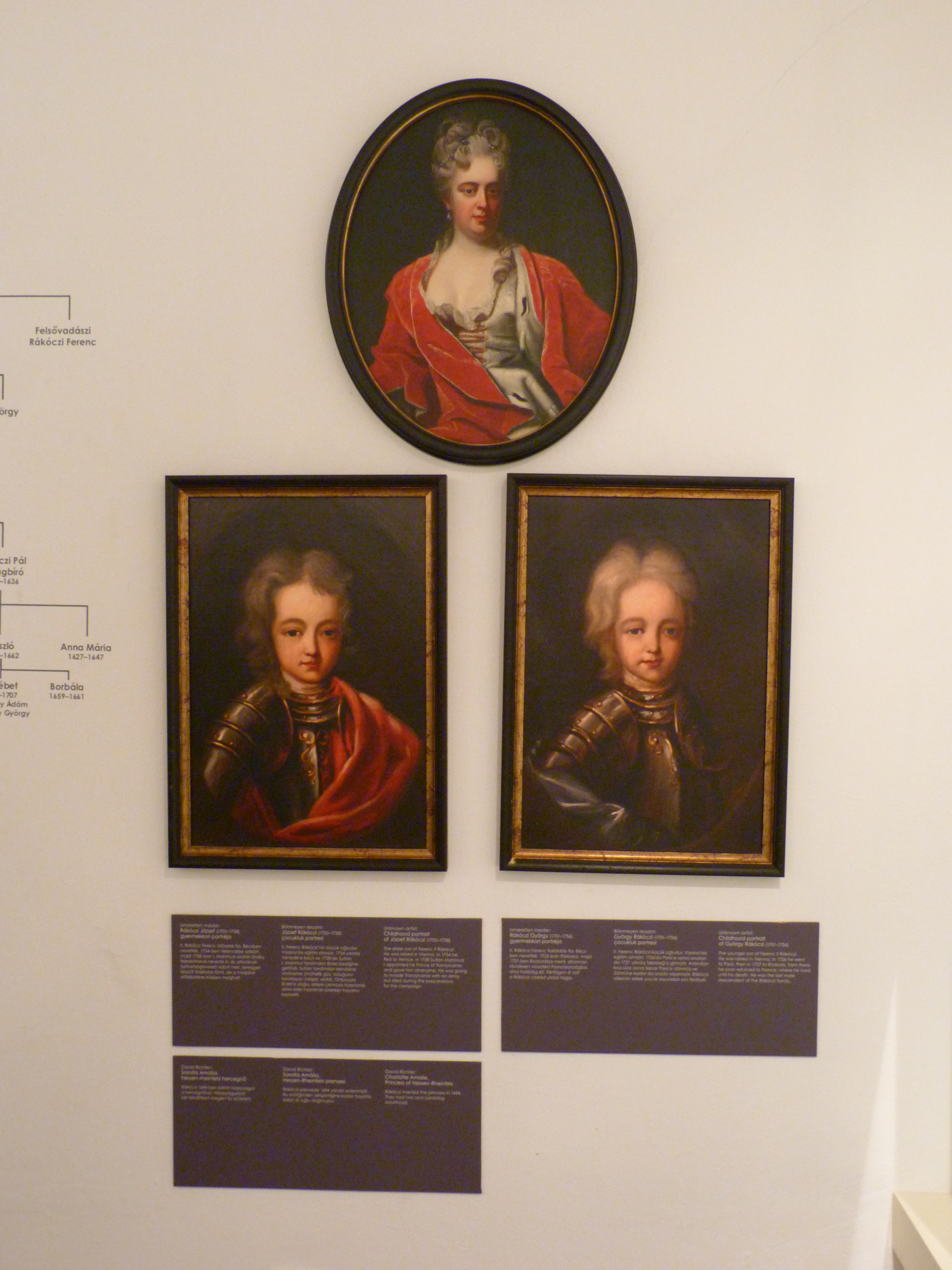
Шарлотты Амалия Гессен-Ванфридская и её сыновья Йозеф (слева) и Дьерд (справа)Ракоци

Йозеф Ракоци родился 17 августа 1700 года. Он был вторым сыном Ференца II Ракоци, (будущего) князя Трансильвании и его жены Шарлотты Амалии Гессен-Ванфридской. В год его рождения умер его старший брат Леопольд, которому исполнилось четыре года.
В 1700 году Ференц Ракоци (хотя и принадлежал к роду оспаривавшему власть Габсбургов над Венгрией) вынужден был с семьёй проживать в Вене при дворе императора Леопольда I. Крёстным отцом малыша стал сын императора — Иосиф в честь которого юный Ракоци и был назван.
В 1701 году, у Йозефа родился брат Дьердь, но их отца заключили в тюрьму. Шарлотта Амалия организовала удачный побег, но её заключили в монастырь, а двух малолетних сыновей стали воспитывать как верных подданных императора. Йозеф Ракоци получил новое имя и был назван Маркиз ди Сан-Карло.

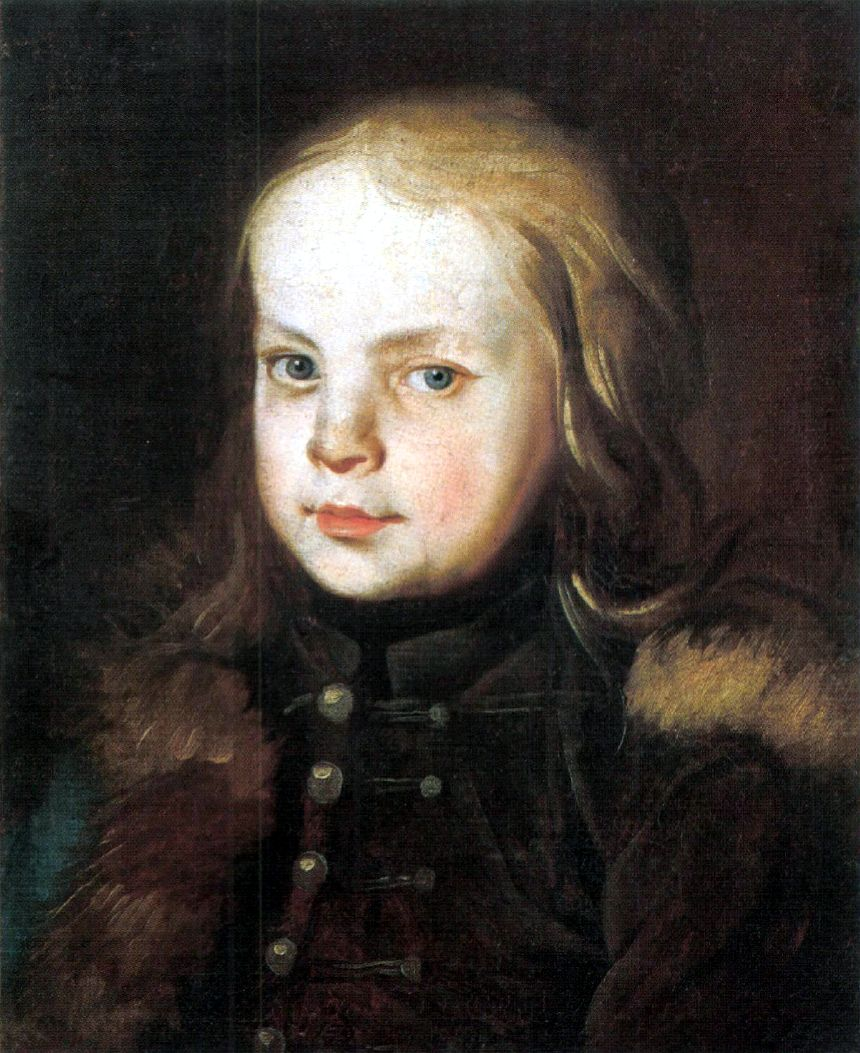
Йозеф Ракоци в детстве

В 1703—1711 году Ференц Ракоци пользуясь тем, что Габсбурги заняты в Войне за испанское наследство пытался изгнать Габсбургов из Венгрии, но проиграл.
Йозеф, став маркизом Сан-Карло получил от императора в 1723 году поместья Романуччо и Мусчиано на Сицилии.
В 1734 году Йозеф благодаря протекции Ференца Ракоци (переселившегося в 1717 в турецкий Родосто) получил от султана титул герцога Мункачского и защиту турецкого султана. Йозеф бежал из Вены. Он посетил Рим, Неаполь, Париж, а затем и Мадрид. Но после смерти отца Йозеф отправился к султану. В 1736 году он посетил Родосто. И был назначен турецким султаном Махмудом I князем Трансильвании. Будучи выдвинут турками Йозеф направился в восточную часть бывшего венгерского королевства в качестве претендента на трон. Хотя Йозеф и принимал участие в военных кампаниях турок в 1737 и 1738 годов, но по отзывам Келемена Микеша он сильно уступал своему отцу по способностям.
В 1738 году Йозеф умер у села Чернавода в Добрудже.

## Семья и наследие
Йозеф Ракоци не был женат, но в 1736 году у французской дворянки Марии де Контакьеры родилась дочь, Мария Элизабета Ракоци, прожившая до 1780 года и ставшая последней из рода.
А наследником прав в борьбе за трансильванскую корону стал брат Йозефа — Дьерд. Но тот предпочел уехать в Париж.